# Jelena Modrżynska
Jelena Dmitrijewna Modrżynska (Modrzyńska) (ros. Елена Дмитриевна Модржинская; ur. 11 lutego?/24 lutego 1910 w Moskwie, zm. 4 listopada 1982) – radziecka działaczka państwowa polskiej narodowości, funkcjonariuszka służb specjalnych, a następnie naukowiec.

## Życiorys
Pochodziła ze starego szlacheckiego rodu. W 1925 r. ukończyła szkołę średnią w Moskwie. Zrobiła też kurs języka angielskiego. W 1930 r. ukończyła studia na wydziale międzynarodowym fakultetu prawa sowieckiego na uniwersytecie moskiewskim. W międzyczasie odbyła praktykę w redakcji gazety „Komsomolskaja prawda”. Następnie pracowała jako tłumacz we Wszechrosyjskim Towarzystwie Stosunków Kulturalnych z Zagranicą. Stamtąd została skierowana do pracy w Narkomacie Handlu Wewnętrznego. Doszła do stanowisk kierowniczych. W 1936 r. ukończyła kurs specjalnego przeznaczenia w Akademii Handlu Wewnętrznego. W 1937 r. skierowano ją do NKWD. Początkowo pełniła funkcję funkcjonariusza 1 wydziału. Po pewnym czasie została zastępcą szefa 2 wydziału 2 Oddziału Głównego Zarządu Transportowego NKWD. Awansowała do stopnia porucznika bezpieczeństwa państwowego. W marcu 1940 r. wstąpiła do Wszechzwiązkowej Partii Komunistycznej (bolszewików). Od grudnia tego roku pod pseudonimem „Marja” pełniła zadania wywiadowcze w okupowanej przez Niemców Warszawie, współpracując z rezydentem NKWD i jednocześnie swoim mężem Piotrem I. Gudimowiczem ps. „Iwan”. Oboje mieli za zadanie zbierać informacje wywiadowcze dotyczące działań niemieckich na zajętych ziemiach polskich. Po ataku wojsk niemieckich na ZSRR 22 czerwca 1941 r., została aresztowana przez Gestapo, po czym wraz z innymi obywatelami sowieckimi przewieziono ją do Berlina, a następnie na granicy bułgarsko-tureckiej wymieniono na Niemców przebywających wcześniej w Związku Sowieckim. Po powrocie do Moskwy objęła funkcję szefa wydziału analitycznego 3 Oddziału Zarządu Wywiadu Politycznego NKWD. Wkrótce przeszła do służby w 1 Zarządzie NKGB. Pracowała na odcinku „angielskim”. Doszła do stopnia majora bezpieczeństwa państwowego. Po zakończeniu wojny stanęła na czele sektora krytyki antykomunizmu Instytutu Filozofii Akademii Nauk ZSRR. Otrzymała stopień doktora nauk, a następnie tytuł profesora nauk filozoficznych. Była autorką licznych artykułów i prac naukowych. W 1970 r. otrzymała tytuł „Zasłużonego Działacza Nauki RFSRR”.

## Twórczość
- Космополитизм — империалистическая идеология порабощения наций, 1958
- Социологические аспекты национального суверенитета, 1970
- Марксистская и буржуазная социология и проблемы международных отношений (Обзор материалов пленарного заседания VI Всемирного социологического конгресса), 1970
- Ленинизм и современная идеологическая борьба, 1972